# Змитниця
Змитниця — колишній хутір Новогеоргіївського району Кіровоградської області. У 1959 році території, де знаходився хутір, затоплено водами Кременчуцького водосховища.
Станом на 1946 рік, разом із селом Нове Липове та Старе Липове, хутір Змитниця входив до Новолипівської сільської ради.